# Liste der Kulturdenkmale in Tauberbischofsheim-Dittwar
In der Liste der Kulturdenkmale in Tauberbischofsheim-Dittwar sind die Kulturdenkmale des Tauberbischofsheimer Stadtteils Dittwar aufgelistet. Diese Liste ist eine Teilliste der Liste der Kulturdenkmale in Tauberbischofsheim. Grundlage für diese Liste ist die vom Regierungspräsidium Stuttgart herausgegebene Liste der Bau- und Kunstdenkmale mit Stand vom 15. Februar 2012.
Diese Liste ist nicht rechtsverbindlich. Eine rechtsverbindliche Auskunft ist lediglich auf Anfrage bei der Unteren Denkmalschutzbehörde der Stadt Tauberbischofsheim erhältlich.
Der Heimat- und Kulturverein Dittwar veröffentlichte 2017 ein Buch über die Kleindenkmäler in Dittwar. Grundlage bildete das Kapitel Bildstöcke und Denkmäler aus eine Dorfchronik aus dem Jahre 1968, sowie eine Seminararbeit aus dem Wintersemester 1981/82 an der Julius-Maximilians-Universität Würzburg über die Bildstöcke in Dittwar.

## Allgemein
- Bild: Zeigt ein ausgewähltes Bild aus Commons, „Weitere Bilder“ verweist auf die Bilder im Medienarchiv Wikimedia Commons.
- Bezeichnung: Nennt den Namen, die Bezeichnung oder die Art des Kulturdenkmals.
- Lage: Straßenname und Hausnummer oder Flurstücknummer des Kulturdenkmals, gegebenenfalls auch den Ortsteil. Die Grundsortierung der Liste erfolgt nach dieser Adresse. Der Link (Karte) führt zu verschiedenen Kartendiensten mit der Position des Kulturdenkmals. Fehlt dieser Link, wurden die Koordinaten noch nicht eingetragen. Sind diese bekannt, können sie über ein Tool mit einer Kartenansicht einfach nachgetragen werden. In dieser Kartenansicht sind Kulturdenkmale ohne Koordinaten mit einem roten bzw. orangen Marker dargestellt und können durch Verschieben auf die richtige Position in der Karte mit Koordinaten versehen werden. Kulturdenkmale ohne Bild sind an einem blauen bzw. roten Marker erkennbar.
- Datierung: Baubeginn, Fertigstellung, Datum der Erstnennung oder grobe zeitliche Einordnung entsprechend des Eintrags in der zuständigen Denkmaldatenbank (Landesamt für Denkmalpflege Baden-Württemberg).
- Beschreibung: Kurzcharakteristik des Kulturdenkmals.

## Kulturdenkmale in Dittwar
Bau-, Kunst- und Kulturdenkmale in Dittwar mit dem Dorf Dittwar (⊙) und den Wohnplätzen Lerchenrain (⊙) und Siedlung Heidenkessel (⊙):
| Bild           | Bezeichnung                          | Lage | Datierung       | Beschreibung | ID                       |
| -------------- | ------------------------------------ | --- | --------------- | --- | ------------------------ |
|                | Wohnhaus                             | Am Dorf 11 (Flst.Nr. 0-383-384) (Karte)                                                                  |                 | Wohnhaus Geschützt nach § 2 DSchG |                          |
|                | Bildstock                            | Brühl (Gewann) (Flst.Nr. 0-9977) neben der L 578 (Dittwar–Heckfeld) (Karte)                              | 1909            | Kleindenkmal Nr. 26 (Dittwar): Josephsbild. Bildstock, von 1909, Josephsbild, steht an der Straße nach Heckfeld in der Höhe des Dittwarer Sportplatzes. Geschützt nach § 2 DSchG |                          |
|                | Sühnekreuz                           | Hägelesboden (Gewann) (Flst.Nr. 0-9263) am Eisgrundgraben (Karte)                                        | 1607            | Kleindenkmal Nr. 04 (Dittwar): Das „Hegeleins-Kreuz“ (1607) bzw. „Hägeleins-Kreuz“. Steinkreuz. Es handelt sich um ein Sühnekreuz.; Das Hegeleinskreuz steht etwa 200 Meter außerhalb des Hegeleins-Brückchens an der linken Seite des Eisgrundgrabens (in dessen Fließrichtung). Inschrift: „Zu Gedecknusz Hans Langenberger 1607 auf der Straße das Leben gelassen.“ Siehe Liste der Mord- und Sühnekreuze in Tauberbischofsheim. Geschützt nach § 2 DSchG |                          |
|                | Sühnekreuz                           | Gänsstirne (Gewann) (Flst.Nr. 0-10758) (Karte)                                                           | 1644            | Kleindenkmal Nr. 07 (Dittwar): Das Dittwarer "Schwedenkreuz" (1644), ein Steinkreuz als Sühnekreuz bzw. Mordkreuz., steht 5 Meter links von einem Waldweg, oberhalb eines ehemaligen Steinbruchs, der vom Förstleins-Weg links abzweigt; mit der Inschrift: „1644 ist Hans Weber Simons Sohn des Gerichs von den Soldaten erschossen worden.“ Siehe Liste der Mord- und Sühnekreuze in Tauberbischofsheim. Geschützt nach § 2 DSchG |                          |
|                | Holzkreuz auf dem Geißberg           | Geißberg, Grillplatz am Kreuz (Flst.Nr. 0-10061) (Karte)                                                 | 1945            | Kleindenkmal Nr. 28 (Dittwar): Holzkreuz auf dem Geißberg. Das Kreuz wurde 1945 nach dem Zweiten Weltkrieg zum Dank für die Verschonung des Dorfes vor Angriffen auf Initiative von Pfarrer Schuhmacher angebracht. Es steht oberhalb des Grillplatzes Am Kreuz, an einem ehemaligen Steinbruch oberhalb der damaligen Volksschule (heutige Laurentiushalle). 1977 und im Jahre 2010 wurde das Holzkreuz restauriert. |                          |
|                | Dreimärker                           | Gemarkungsgrenze, Dittwarer Höhe (Flst.Nr. 0-8427) (Karte)                                               | 1844            | Kleindenkmal Nr. 42 (Dittwar): Dreimärker Tithwar – Känigheim – Bischofsheim (1844). Der Dreimärker steht auf der Dittwarer Höhe am Waldrand direkt neben einem alten Weg, der zwischen den bewaldeten Hängen Hussenbach und Wiesenbach ins Brehmbachtal führt. | BW                       |
|                | Dreimärker                           | Gemarkungsgrenze, K 2836 (nahe) (Flst.Nr. 0-10586) (Karte)                                               | 1844            | Kleindenkmal Nr. 43 (Dittwar): Dreimärker Dittwar – Gissigheim (Esselbrunn) – Heckfeld (Leiningen) (1844). Dieser Dreimärker nahe der K 2836 begrenzte 1844 die drei Gemarkungen Dittwar (Privatholz), Gissigheim (Privatholz Esselbrunn), Heckfeld (Leiningen). |                          |
|                | Dreimärker                           | Gemarkungsgrenze, Neuberg (Flst.Nr. 0-11028) (Karte)                                                     | 1842            | Kleindenkmal Nr. 44 (Dittwar): Dreimärker Dittwar – Gissigheim – Königheim (1842). Am Westhang des Neubergs, im Bereich Kleine Datsche/Ballerstatt, treffen die drei Gemarkungen von Dittwar, Königheim und Gissigheim aufeinander. | BW                       |
|                | Dreimärker                           | Gemarkungsgrenze, Neugereut (Gewann) (Flst.Nr. 0-10239) (Karte)                                          | 1846            | Kleindenkmal Nr. 45 (Dittwar): Dreimärker Dittwar – Heckfeld – Oberlauda (1846). Direkt links vor der Autobahnüberführung des Weges, der von der Dittwarer Steige („Staach“) abzweigend zur L 511 und weiter zum Hohenbild östlich von Heckfeld führt, steht dieser Dreimärker. | BW                       |
|                | Statue                               | Gissigheimer Straße 23 (Karte)                                                                           |                 | Statue in Hauswandnische des Kindergartengebäudes. |                          |
|                | Heiligenfigur                        | Gissigheimer Straße 25 (Flst.Nr. 0-9260) (Karte)                                                         | 1880            | Kleindenkmal Nr. 23 (Dittwar): Kleine Heiligenfigur. 1880 aufgestellt und 1961 beim Bau des dahinter stehenden Hauses neu gefasst. Davor stand sie in einer Buntsandsteinnische. |                          |
|                | Steinkreuz                           | Gissigheimer Straße 29 (gegenüber) (Flst.Nr. 0-9300) (Karte)                                             | 1872            | Kleindenkmal Nr. 20 (Dittwar): Wegkreuz an den Krautgärten. Steinkreuz, von 1872, mit der Inschrift: „Zu Ehren des gekreuzigten Heilandes errichtet von Anton Holler“; Es steht unter einem mehrere hundert Jahre alten Lindenbaum, dem Naturdenkmal 1 Linde Dittwar Obere Seegärten (Schutzgebiets-Nr. 81281150014) |                          |
| Weitere Bilder | Weißes Kreuz                         | Gissigheimer Straße (Dittwar–Gissigheim) (Flst.Nr. 0-10971) (Karte)                                      | 1938            | Kleindenkmal Nr. 27 (Dittwar): Das Weiße Kreuz an der Gissigheimer Straße. Bildstock, von 1938, das sog. „Weiße Kreuz“; steht am Gemeindeverbindungsweg von Dittwar nach Gissigheim; Inschrift: „0 hl. Kreuz, meine einzige Hoffnung, sei gegrüßt“. | Wikidata-Objekt anzeigen |
| Weitere Bilder | Wegweiser                            | Gissigheimer Straße (Dittwar–Gissigheim) (Flst.Nr. 0-10971) (Karte)                                      |                 | Kleindenkmal Nr. 41 (Dittwar): Steinerner Wegweiser beim Weißen Kreuz an der Gissigheimer Straße. |                          |
|                | Bildstock                            | Heckfelder Straße 2 (neben) (Flst.Nr. 0-597) (Karte)                                                     | 1747            | Kleindenkmal Nr. 19 (Dittwar): Marienkrönung (1747). Bildstock, vor der Scheune eines Anwesens; Der Bildstock wurde 2014 restauriert; mit zum Teil stark verwitterte Inschrift im Sockel; Ein Pfeiler mit einem profilierten Abschluss trägt eine Bildtafel; Auf der Frontseite des Pfeilers ist ein Klosterbruder in Mönchstracht zu sehen; Die Bildtafel zeigt die Krönung Marias (Mariä Himmelfahrt) Geschützt nach § 2 DSchG |                          |
|                | Bildstock                            | Heckfelder Straße 9 (neben) (Flst.Nr. 0-9190) (Karte)                                                    | 1614            | Kleindenkmal Nr. 06 (Dittwar): Kreuzigungs-Bildstock von 1614 – ein Spätwerk des Laudaer Meisters. Geschützt nach § 2 DSchG |                          |
|                | Statue                               | Kirchpfad 2 (Karte)                                                                                      |                 | Marienstatue mit Jesuskind in Hauswandnische. |                          |
|                | Bildstock                            | Königheimer Weg (Gewann) (Flst.Nr. 0-11180) Wegkreuzung Königheimer Weg–Gissigheimer Pfad (Karte)        | 17. Jh.         | Kleindenkmal Nr. 08 (Dittwar): Caspar Hefners Kreuzigungs-Bildstock am Gissigheimer Pfad (17. Jhd.). Bildstock, an einer Wegkreuzung des Königheimer Wegs mit dem Gissigheimer Pfad; Jahreszahl teilweise unkenntlich; Inschrift: „Errichtet von Caspar Hefner 16..“ Geschützt nach § 2 DSchG |                          |
| Weitere Bilder | Friedhof                             | Kreuzweg 5 (Flst.Nr. 0-9749) (Karte)                                                                     |                 | Friedhof Dittwar, umrandet mit einer Friedhofsmauer. Im Inneren befinden sich einige sehenswerte, historische Grabsteine, beispielsweise Grabsteine von ehemaligen Dittwarer Pfarrern rund um das Friedhofskreuz (Kleindenkmal Nr. 30) und sonstige Kleindenkmale. Im Eingangsbereich befindet sich das Dittwarer Kriegerdenkmal (Kleindenkmal Nr. 39). Vor dem Friedhof beginnt der vierzehn Stationen umfassende Dittwarer Kreuzweg zur Kreuzkapelle am Kreuzhölzle (Kleindenkmal Nr. 32.01–32.14). |                          |
| Weitere Bilder | Friedhofskruzifix                    | Kreuzweg 5 (bei) (Flst.Nr. 0-9749) (Karte)                                                               |                 | Kleindenkmal Nr. 30 (Dittwar): Das Friedhofskreuz. Großes Steinkreuz im Friedhof Dittwar. Das Kruzifix ist umrandet von Grabsteinen ehemaliger Dittwarer Pfarrer. Geschützt nach § 2 DSchG |                          |
| Weitere Bilder | Kriegerdenkmal                       | Kreuzweg 5 (bei) (Flst.Nr. 0-9749) (Karte)                                                               |                 | Kleindenkmal Nr. 39 (Dittwar): Kriegerdenkmal am Kreuzweg, vor dem Dittwarer Friedhof, für die gefallenen Dittwarer im Ersten und Zweiten Weltkrieg. Geschützt nach § 2 DSchG |                          |
| Weitere Bilder | Sachgesamtheit Kreuzweg/Kreuzkapelle | Kreuzweg 60 (Flst.Nr. 0-9749, 0-9841, 0-9929, 0-9932, 0-9950, 0-9952, 0-9955)                            |                 | Kreuzkapelle (§ 28), Kalvarien(berg)kapelle, Kreuzwegstationen und Bildstock (Sachgesamtheit). Da diese Sachgesamtheit die Volksfrömmigkeit des 18. und 19. Jhds. in eindrucksvoller Weise veranschaulicht und überdies in Verbindung mit der Kreuznölzle-Kapelle für die Geschiente des regionalen Wallfahrtswesens Bedeutung besitzt, besteht an der Erhaltung der Sachgesamtheit öffentliches Interesse aus wissenschaftlichen, künstlerischen und heimatgeschichtlichen Gründen. Geschützt nach § 28 DSchG |                          |
| Weitere Bilder | Kreuzweg                             | Kreuzweg (Flst.Nr. 0-9749, 0-9841, 0-9928, 0-9929, 0-9932, 0-9950, 0-9952, 0-9955) (Karte)               | 1747            | Kleindenkmal Nr. 32 (01 bis 14) (Dittwar): Die vierzehn Stationen des Dittwarer Kreuzwegs (1747/1872) ins Kreuzhölzle. Sachgesamtheit Kreuzweg. Freilandkreuzweg mit vierzehn Kreuzwegstationen, von 1747, gestiftet durch den damaligen Tauberbischofsheimer Spitalverwalter Christoph Bernhard Müller, eine Einweihung des Kreuzweges erfolgte im Jahre 1759 durch die Tauberbischofsheimer Franziskaner. Beschreibung: 12 steinerne, entlang des Weges vom Friedhof ins "Kreuzhölzle" aufgestellte Kreuzwegstationen von 1867/1872, bestehend aus rundbogigen Reliefs in Rundbogennischen auf massivem Sockel, ein Steinkruzifix aus der Mitte des 18. Jahrhunderts und ein schlichter massiver Kapellenbau von 1747 mit Rundbogenpforte bilden die Ausstattung eines 1730 auf 1361 Schritte (wie Jerusalem) festgelegten Stationenweges von Dittwar zur Kreuzhölzle-Wallfahrtskapelle. Die der Wallfahrtskapelle benachbarte Kalvarienkapelle und wohl auch das steinerne Kruzifix mit Rocaillekartusche am Sockel gehört zu einem 1747 errichteten, 12 Stationen umfassenden Kreuzweg, der 1867/72 weitgehend durch die erwähnten Rundbogennischen mit szenischen Reliefs ersetzt wurde. Geschützt nach § 28 DSchG |                          |
| Weitere Bilder | 1. Kreuzwegstation                   | Kreuzweg (Flst.Nr. 0-9749) (Karte)                                                                       | 1747            | Kleindenkmal Nr. 32 (01/14) (Dittwar): 1. Kreuzwegstation des vierzehn Stationen umfassenden Kreuzwegs zum Kreuzhölzle. Darstellung: I. Jesus wird zum Tode verurteilt. Geschützt nach § 28 DSchG |                          |
| Weitere Bilder | 2. Kreuzwegstation                   | Kreuzweg (Flst.Nr. 0-9841) (Karte)                                                                       | 1747            | Kleindenkmal Nr. 32 (02/14) (Dittwar): 2. Kreuzwegstation des vierzehn Stationen umfassenden Kreuzwegs zum Kreuzhölzle. Darstellung: II. Jesus nimmt das Kreuz auf seine Schultern. Geschützt nach § 28 DSchG |                          |
| Weitere Bilder | 3. Kreuzwegstation                   | Kreuzweg (Flst.Nr. 0-9928) (Karte)                                                                       | 1747            | Kleindenkmal Nr. 32 (03/14) (Dittwar): 3. Kreuzwegstation des vierzehn Stationen umfassenden Kreuzwegs zum Kreuzhölzle. Darstellung: III. Jesus fällt zum ersten Mal unter dem Kreuze. Geschützt nach § 28 DSchG |                          |
| Weitere Bilder | 4. Kreuzwegstation                   | Kreuzweg (Flst.Nr. 0-9932) (Karte)                                                                       | 1747            | Kleindenkmal Nr. 32 (04/14) (Dittwar): 4. Kreuzwegstation des vierzehn Stationen umfassenden Kreuzwegs zum Kreuzhölzle. Darstellung: IV. Jesus begegnet seiner heiligen Mutter. Geschützt nach § 28 DSchG |                          |
| Weitere Bilder | 5. Kreuzwegstation                   | Kreuzweg (Flst.Nr. 0-9955) (Karte)                                                                       | 1747            | Kleindenkmal Nr. 32 (05/14) (Dittwar): 5. Kreuzwegstation des vierzehn Stationen umfassenden Kreuzwegs zum Kreuzhölzle. Darstellung: V. Simon von Cyrene hilft Jesus das Kreuz tragen. Geschützt nach § 28 DSchG |                          |
| Weitere Bilder | 6. Kreuzwegstation                   | Kreuzweg (Flst.Nr. 0-9952) (Karte)                                                                       | 1747            | Kleindenkmal Nr. 32 (06/14) (Dittwar): 6. Kreuzwegstation des vierzehn Stationen umfassenden Kreuzwegs zum Kreuzhölzle. Darstellung: VI. Veronika reicht Jesus das Schweißtuch. Geschützt nach § 28 DSchG |                          |
| Weitere Bilder | 7. Kreuzwegstation                   | Kreuzweg (Flst.Nr. 0-9952) (Karte)                                                                       | 1747            | Kleindenkmal Nr. 32 (07/14) (Dittwar): 7. Kreuzwegstation des vierzehn Stationen umfassenden Kreuzwegs zum Kreuzhölzle. Darstellung: VII. Jesus fällt zum zweiten Mal unter dem Kreuze. Geschützt nach § 28 DSchG |                          |
| Weitere Bilder | 8. Kreuzwegstation                   | Kreuzweg (Flst.Nr. 0-9952) (Karte)                                                                       | 1747            | Kleindenkmal Nr. 32 (08/14) (Dittwar): 8. Kreuzwegstation des vierzehn Stationen umfassenden Kreuzwegs zum Kreuzhölzle. Darstellung: VIII. Jesus tröstet die weinenden Frauen von Jerusalem. Geschützt nach § 28 DSchG |                          |
| Weitere Bilder | 9. Kreuzwegstation                   | Kreuzweg (Flst.Nr. 0-9952) (Karte)                                                                       | 1747            | Kleindenkmal Nr. 32 (09/14) (Dittwar): 9. Kreuzwegstation des vierzehn Stationen umfassenden Kreuzwegs zum Kreuzhölzle. Darstellung: IX. Jesus fällt zum dritten Mal unter dem Kreuze. Geschützt nach § 28 DSchG |                          |
| Weitere Bilder | 10. Kreuzwegstation                  | Kreuzweg (Flst.Nr. 0-9952) (Karte)                                                                       | 1747            | Kleindenkmal Nr. 32 (10/14) (Dittwar): 10. Kreuzwegstation des vierzehn Stationen umfassenden Kreuzwegs zum Kreuzhölzle. Darstellung: X. Jesus wird seiner Kleider beraubt. Geschützt nach § 28 DSchG |                          |
| Weitere Bilder | 11. Kreuzwegstation                  | Kreuzweg (Flst.Nr. 0-9950) (Karte)                                                                       | 1747            | Kleindenkmal Nr. 32 (11/14) (Dittwar): 11. Kreuzwegstation des vierzehn Stationen umfassenden Kreuzwegs zum Kreuzhölzle. Darstellung: XI. Jesus wird an das Kreuz genagelt. Geschützt nach § 28 DSchG |                          |
| Weitere Bilder | 12. Kreuzwegstation                  | Kreuzweg (Flst.Nr. 0-9950) (Karte)                                                                       | 1747            | Kleindenkmal Nr. 32 (12/14) (Dittwar): 12. Kreuzwegstation des vierzehn Stationen umfassenden Kreuzwegs zum Kreuzhölzle. Darstellung: XII. Jesus stirbt am Kreuze. Mit einem Kreuz, siehe auch: Kleindenkmal Nr. 29 (1/2), und der Kalvarienbergkapelle, siehe auch: Kleindenkmal Nr. 29 (2/2). Geschützt nach § 28 DSchG |                          |
| Weitere Bilder | 13. Kreuzwegstation                  | Kreuzweg (Flst.Nr. 0-9950) (Karte)                                                                       | 1747            | Kleindenkmal Nr. 32 (13/14) (Dittwar): 13. Kreuzwegstation des vierzehn Stationen umfassenden Kreuzwegs zum Kreuzhölzle. Darstellung: XIII. Der Leichnam Jesu wird vom Kreuze abgenommen. Geschützt nach § 28 DSchG |                          |
| Weitere Bilder | 14. Kreuzwegstation                  | Kreuzweg (Flst.Nr. 0-9952) (Karte)                                                                       | 1747            | Kleindenkmal Nr. 32 (14/14) (Dittwar): 14. Kreuzwegstation des vierzehn Stationen umfassenden Kreuzwegs zum Kreuzhölzle. Darstellung: XIV. Jesus wird in das Grab gelegt. Geschützt nach § 28 DSchG |                          |
|                | Bildstock                            | Kreuzweg (Flst.Nr. 0-9929) (Karte)                                                                       | 1728            | Kleindenkmal Nr. 09 (Dittwar): Die „Ruh Christi“ am Kreuzweg ins Kreuzhölzle. Teil der Sachgesamtheit Kreuzweg. Älter als die Anlage des Stationenweges, thematisch jedoch zugehörig und im Zusammenhang mit dem Wallfahrtsweg zur Kreuzkapelle zu sehen ist ein großer, bei der 4. Station befindlicher Sandsteinbildstock (zwischen der 4. und 5. Station neben dem Weg, vor Beginn des Kapellenwaldes), der auf mehrfach gestaffeltem und verziertem Sockel die auf dem Kreuz sitzende Figur Christi vor felsigem Hintergrund zeigt. Diese "Rast Christi", auch "Ruh Christi" genannte Steinfigur, wurde laut Inschrift 1728 durch den Bischofsheimer Spitalverwalter Johannes Carolus Sauer gestiftet. Geschützt nach § 28 DSchG |                          |
| Weitere Bilder | Kreuzkapelle                         | Kreuzweg 60 Kreuzhölzle (Flst.Nr. 0-9952) (Karte)                                                        | 1683            | Kreuzkapelle, Teil der Sachgesamtheit Kreuzweg, 1683 gestiftete Wallfahrtskapelle, nachdem bereits 1669 ein Dittwarer Kind beim Holzsammeln an dieser Stelle zwei Figuren fand (die Maria und Johannes bei Jesus am Kreuz darstellen), seit 1670 ist eine Wallfahrt zum Kreuzhölzle nachgewiesen. 1713 vergrößert und um eine Eremitenbehausung erweitert. Schlichter geosteter Saalbau mit 3/8-Abschluss und östlich angebauter Eremitage/Sakristei, Öffnungen zumeist mit geohrten Sandsteingewänden. Im Westen kleiner Dachreiter mit geschweifter Haube; die Ausstattung gehört mit Ausnahme eines Kanzelrests hinter dem Altar und dem Altaraufbau verschiedenen Erneuerungsphasen des 19. und 20. Jahrhunderts an. Geschützt nach § 28 DSchG |                          |
| Weitere Bilder | Pietà                                | Kreuzweg 60 Kreuzhölzle (Flst.Nr. 0-9952) (Karte)                                                        | 1743            | Kleindenkmal Nr. 40 (Dittwar): Pietà (1743) über der Sakristeitür der Wallfahrtskapelle im Kreuzhölzle. |                          |
|                | Kreuz                                | Kreuzhölzle (Flst.Nr. 0-9950) (Karte)                                                                    | 1747/1872       | Kleindenkmal Nr. 29 (1/2) (Dittwar): Die 12. Station des Kreuzwegs ins Kreuzhölzle (1747/1872). Die 12. Kreuzwegstation ist ein Steinkreuz (Jesus am Kreuz) und eine Kapelle (Kalvarienbergkapelle). Teil der Sachgesamtheit Kreuzweg. Geschützt nach § 28 DSchG |                          |
| Weitere Bilder | Kalvarienbergkapelle                 | Kreuzhölzle (Flst.Nr. 0-9950) (Karte)                                                                    | 1747            | Kleindenkmal Nr. 29 (2/2) (Dittwar): Die 12. Station des Kreuzwegs ins Kreuzhölzle (1747/1872). Kalvarienbergkapelle, Teil der Sachgesamtheit Kreuzweg. Die Kapelle stammt von 1747, es handelt sich um die 12. Steinkapelle des Kreuzweges; Diese Station wurde Kalvarienberg genannt, da sie größer als die Übrigen war und sich in ihr ein Altar zur Erinnerung an die Kreuzigung befand; Von der ersten Station bis zum Kalvarienberg zählte man 1361 Schritte; Das soll laut Legende der Abstand des historischen Kreuzweges in Jerusalem sein. Die 12. Kreuzwegstation ist ein Steinkreuz (Jesus am Kreuz) und eine Kapelle (Kalvarienbergkapelle). Geschützt nach § 28 DSchG |                          |
| Weitere Bilder | Mariengrotte                         | Kreuzhölzle (Flst.Nr. 0-9952) (Karte)                                                                    | 1891/92         | Kleindenkmal Nr. 33 (Dittwar): Die Lourdes-Grotte (1892) hinter der Wallfahrtskapelle im Kreuzhölzle. Mariengrotte (auch Lourdes-Grotte genannt), aus den 1890er Jahren, wurde 60 Schritte hinter der Kreuzkapelle errichtet, ergänzt und bald darauf vergrößert; besteht aus Travertinbrocken von der Dittwarer Gemarkung Heidenkessel. Teil der Sachgesamtheit Kreuzweg. Geschützt nach § 28 DSchG |                          |
|                | Bildstock                            | Lange Hecke (Flst.Nr. 0-10796) (Karte)                                                                   | 1904            | Kleindenkmal Nr. 25 (Dittwar): Das „Herz-Mariä-Bild“ an der „Langen Hecke“. Bildstock, von 1904, Herz-Mariä-Bild, an der Gemarkung Lange Hecke; trägt Inschriften auf allen vier Seiten Inschriften; Inschriften: „Rose unter Dornen – Behüte uns“, „0 süßes Herz Mariä – sei unser Rettung“, „Leide so wie sie gelitten – und der Himmel ist dein Leben“, „Gestiftet von M. Anna Stephan, ledig, im Jahre 1904“ |                          |
|                | Bildstock                            | Laurentiusstraße 1, 2 (vor) (Flst.Nr. 0-544, 0-445/1) (Karte)                                            | 1769            | Kleindenkmal Nr. 15 (Dittwar): Maria mit Kind (1769). Am Platz vor der Laurentiuskirche. Bildstock, Inschrift: „1769 hat Magdaline Kranck in durch ihre tötlichen Hintritt ein Gemächtnis gethan und zur Ehr Gottes diese Bildnis aufgerichtet worden. S Magdalena, S Laurentii, S Catherina.“ |                          |
|                | Wohnhaus und Ökonomiegebäude         | Laurentiusstraße 3 (Flst.Nr. 0-543) (Karte)                                                              |                 | Wohnhaus und Ökonomiegebäude, Streckgehöft (Sachgesamtheit) Laurentiusstraße 3 und 10a. Geschützt nach § 2 DSchG |                          |
|                | Steine der Familie von Bettendorf    | Laurentiusstraße 5 (Flst.Nr. 0-543, 0-544/1) (Karte)                                                     | 1520            | Steine der Familie von Bettendorf, anhand der Bearbeitungsweise der Balken des Baus auf die Zeit um 1520 datiert; 1980 beim Umbau des Hauses gefunden; Inschrift mit den Buchstaben V und B auf den Steinen, steht für den Namen „von Bettendorf“; eine Krone darüber zeigt den adeligen Stand der Familie an; Nahezu identische Steine gibt es in Gissigheim und in Eubigheim, wo die Bettendorfs jeweils Schlösser errichtet hatten; Die Steine stehen in einem Gebäude, das anhand von Hinweisen wohl auch als Schloss der Bettendorfs dienen sollte, jedoch später als Zehntscheune genutzt wurde | BW                       |
| Weitere Bilder | St. Laurentius                       | Laurentiusstraße 6 (Flst.Nr. 0-455) (Karte)                                                              | 1753–1755       | Katholische Pfarrkirche St. Laurentius, 1753–1755 anstelle einer Chorturmkirche errichteter, barocker Saalbau mit dreiseitigem Chorabschluss und Rundbogenfenstern, gotisches Sakramentsnische, virtuose Hochaltarkomposition, Orgel von Wilhelm Schwarz & Sohn (1905). Die westliche Eingangsfront ist unter anderem durch Volutengiebel, Portal mit Sprenggiebel und Weiheinschrift sowie durch einen Dachreiter mit geschweifter Haube als Schauseite ausgebildet. Im Inneren vor allem die reiche Rokokoausstattung bemerkenswert. Geschützt nach § 28 DSchG |                          |
| Weitere Bilder | Statue                               | Laurentiusstraße 6 (an) (Flst.Nr. 0-455) (Karte)                                                         | 1754            | Kleindenkmal Nr. 36 (Dittwar): Laurentiusstatue an der Kirche in einer Nische über dem Haupteingang. Die Statue dürfte mit dem Kirchenneubau 1754 entstanden sein und seit Fertigstellung der Kirche dort stehen. |                          |
| Weitere Bilder | Kath. Pfarrhaus                      | Laurentiusstraße 8 (Flst.Nr. 0-454) (Karte)                                                              |                 | Katholisches Pfarrhaus. Das unmittelbar neben der Kirche gelegene zweigeschossige Pfarrhaus aus dem 3. Viertel des 19. Jahrhunderts folgt mit seinem annähernd würfelförmigen Baukörper auf hohem Sockel, seinem gaupenlosen, nicht sehr hohen Walmdach, seiner sparsamen Traufenausbildung und den Stockwerksgurtgesimsen einem Schema, wie es in barocken Amtshausbauten vorgeprägt und für diese Bauaufgabe bis gegen Ende des 19. Jahrhunderts gebräuchlich war. Dass bei den Öffnungen des klassizistisch gestimmten Baues mit geohrten Gewänden eine Form des 18. Jahrhunderts aufgegriffen wurde, dürfte als ein Anknüpfen an die barocke Kirche gewertet werden. Ganz typisch für eine regionale Baugewohnheit in der 2. Hälfte des 19. Jahrhunderts ist die Fassadengestaltung durch den Kontrast von hellem, unverputztem, rau belassenem Natursteinmauerwerk mit starken Mörtelfugen einerseits und Architekturgliedern (Ecklisenen, Gesimse, Gewände, Traufe) in glattem rotem Sandstein andererseits. Da es sich um ein für die Gattung Pfarrhaus bezeichnendes Beispiel konservativer Prägung und zugleich ein gutes Belegstück für die zeitgenössische landesübliche Fassadenausbildung handelt, besteht an der Erhaltung öffentliches Interesse aus wissenschaftlichen und heimatgeschichtlichen Gründen. Geschützt nach § 2 DSchG |                          |
|                | Wohnhaus und Ökonomiegebäude         | Laurentiusstraße 10a (Flst.Nr. 0-544/1) (Karte)                                                          |                 | Wohnhaus und Ökonomiegebäude, Streckgehöft (Sachgesamtheit) Laurentiusstraße 3 und 10a. Geschützt nach § 2 DSchG |                          |
|                | Bauernhaus                           | Laurentiusstraße 12 (Flst.Nr. 0-450) (Karte)                                                             |                 | Bauernhaus Geschützt nach § 2 DSchG |                          |
|                | Bildstock                            | Laurentiusstraße 12 (bei) (Flst.Nr. 0-452) (Karte)                                                       | 1742            | Kleindenkmal Nr. 12 (Dittwar): Pietà-Bildstock (1742). Marienbild, an einer Hofmauer, Inschrift: „S. Maria 1742“ Geschützt nach § 2 DSchG |                          |
| Weitere Bilder | Bildstock                            | Mangersgraben (Flst.Nr. 0-8428) (Karte)                                                                  | 1608            | Kleindenkmal Nr. 05 (Dittwar): Der außergewöhnliche 'Metzgerstein' (1608) am Anfang des Gissigheimer Pfades. Auch als Metzgersbild bezeichnet, am Mangersgraben, wurde beim Dittwarer Kirchbau an Bischofsheim verkauft; in einer Nische ist der Stifter mit einem Kalb und seinem Hund dargestellt; außerdem sieht man ein Metzgerbeil mit folgender Inschrift: „Ich Jorg Weimer Bürger und Metziger zu Bischofsheim hat dis Bilt Got zu Lob unt Ehr da her machen lasen, die weil in Got mit gesunthem Leib so oft uber den Ber aus und ein hat geholfen Got wol in undt den seinigen undt alen Frommen Metzigern weiter undt lenger Gnadt verlehen durch Jesum Christum Amen 1608.“ |                          |
|                | Bildstock                            | Mittelort (Flst.Nr. 0-415/1, 0-42) (Karte)                                                               | 1782            | Kleindenkmal Nr. 18 (Dittwar): „Heilige Familie“ von 1782 im Dittwarer Mittelort. Geschützt nach § 2 DSchG |                          |
|                | Wohnhaus                             | Mittelort 6 (Flst.Nr. 0-541) (Karte)                                                                     |                 | Wohnhaus mit Fußgängerpforte der ehemaligen Hofeinfahrt (Sachgesamtheit) Geschützt nach § 2 DSchG |                          |
|                | Bildstock                            | Muckbachtalradweg (Flst.Nr. 0-10192) (Karte)                                                             | 1702            | Kleindenkmal Nr. 37 (Dittwar): Heilige-Familie-Bildstock. Der Bildstock steht in der Nähe der Mündung des Muckbachs in den Brehmbach, direkt am Muckbachtalradweg nach Dittwar. Darstellung: Gottvater, der Heilige Geist in Form einer Traube und Maria, das Jesuskind und Josef. Gehört seit der Flurbereinigung 1985 zur Gemarkung Dittwar, davor zu Dittigheim. |                          |
|                | Bildstock                            | Ölkuchen (Gewann) (Flst.Nr. 0-11109) am Königheimer Weg (Karte)                                          | 1894            | Kleindenkmal Nr. 24 (Dittwar): Das „Herz-Jesu-Bild“ am Königheimer Weg (1894). Bildstock, Herz-Jesu-Bild, gestiftet von Lorenz Both; Inschrift: „Siehe da dieses Herz, das die Menschen so sehr liebt hat. Ich werde die Orte segnen, so das Bild meines Herzens wirde aufgestellt und verzehrt werden“ Geschützt nach § 2 DSchG |                          |
|                | Kreuz                                | Osterberg (Flst.Nr. 0-9670) (Karte)                                                                      | 1997            | Kleindenkmal Nr. 38 (Dittwar): Kreuz beim Pfarrer-Heinrich-Weber-Haus (1997) auf dem Osterberg. | BW                       |
|                | Bildstockfragment                    | Schulweg 1 (Flst.Nr. 0-373) Gissigheimer Straße (Karte)                                                  | 16. Jh.         | Kleindenkmal Nr. 01 (Dittwar): Der Rest von Michel Links Bildstock (16. Jhd.) in Dittwar. Dieser Bildstockrest findet sich heute in der Außenwand eines Hauses eingemauert in der Gissigheimer Straße in Dittwar bei der Abzweigung des Schulwegs auf den Geißberg. Geschützt nach § 2 DSchG |                          |
|                | Bildstock                            | Sechs Morgen (Gewann) A 81 (bei) (Flst.Nr. 0-9865) (Karte)                                               | 1731            | Kleindenkmal Nr. 10 (Dittwar): Das Steigweg-Bild: Kreuzschlepper von 1731. Kreuzschlepper-Darstellung, neben der Bundesautobahn 81, etwas oberhalb eines Aussiedlerhofs. Es ist der rechte von zwei nebeneinander am Wegesrand direkt unterhalb der A 81 liegenden Bildstöcken. Bild mit der Inschrift: „Gest. Martin Both 1731 – Ernestine Both und Emma Hammerich 1902.“ |                          |
|                | Bildstock                            | Sechs Morgen (Gewann) A 81 (bei) (Flst.Nr. 0-9865) (Karte)                                               | 1731            | Kleindenkmal Nr. 31 (Dittwar): Unbekannter Bildstock ohne Oberteil. Steinsäule, neben der Bundesautobahn 81. Es ist der linke von zwei nebeneinander am Wegesrand direkt unterhalb der A 81 liegenden Bildstöcken. |                          |
|                | Bildstock                            | Steig (Gewann) (Flst.Nr. 0-9842) am Steigweg (Karte)                                                     | 1732            | Kleindenkmal Nr. 11 (Dittwar): Pietà-Bildstock (1732). Befindet sich am Rand des „Staach“-Wäldchens (im Ortsdialekt steht „Staach“ für Steige bzw. Steigweg) links neben dem Steigweg. Geschützt nach § 2 DSchG |                          |
|                | Bildstock                            | Steingrube (Gewann) (Flst.Nr. 0-10117) Brenne-Hölzle (Karte)                                             | 1876            | Kleindenkmal Nr. 21 (Dittwar): Die Pietà im "Brenne-Hölzle" (1876). Bildstock, Pietà-Darstellung, steht im Eisgrundgraben am Ende des Weges von der Gemarkung Kühruh zur Gemarkung Brenne-Hölzle; am Rand des Stadtwaldes Steingrube; Inschrift: „0 hl. Mutter; Drücke deines Sohnes Wunden So wie du sie hast empfunden tief in meine Seel ein. Errichtet Anton Holler 1876.“ Geschützt nach § 2 DSchG |                          |
|                | Bildstock                            | Steinige Äcker (Gewann) (Flst.Nr. 0-10677) (Karte)                                                       | 1767            | Kleindenkmal Nr. 14 (Dittwar): verwitterter Bildstock mit Kreuzigungsrelief (1767) an den "Steinigen Äckern". Steht im Gewann Steinige Äcker; Darstellung Christus am Kreuz. Geschützt nach § 2 DSchG |                          |
|                | Statue                               | Talstraße 4 (Flst.Nr. 0-9157) (Karte)                                                                    |                 | Statue. Wandbildnis in einer Hauswandnische. |                          |
| Weitere Bilder | Nepomukstatue                        | Talstraße 10–12 (Flst.Nr. 0-42/4) (Karte)                                                                | ca. 18./19. Jh. | Kleindenkmal Nr. 34 (Dittwar): Nepomuk auf der Süßbrücke. An der Süßbrücke über den Ölbach. Die Nepomukstatue wurde von der Stadt Tauberbischofsheim nach der Fronleichnamsflut gestiftet. Davor stand dieser Nepomuk auf der alten Tauberbrücke in Tauberbischofsheim, bis diese 1840 einem Neubau weichen musste. |                          |
|                | Bildstock                            | Talstraße 15 (bei) (Flst.Nr. 0-467) (Karte)                                                              | 18. Jh.         | Kleindenkmal Nr. 17 (Dittwar): Blutsbild (18. Jhd.). Bildstock, Darstellung des Blutwunders von Walldürn. Geschützt nach § 2 DSchG |                          |
|                | Bildstock                            | Talstraße 15 (hinter) Götzenberg (Flst.Nr. 0-467) (Karte)                                                | 16. Jh.         | Kleindenkmal Nr. 03 (Dittwar): Kreuzigungsmotiv 16. Jh. in einer Hauswand. Bildstockoberteil aus der 2. Hälfte des 16. Jh. in der Rückwand des Gebäudes Talstraße 15 zum Götzenberg hin. Ohne Inschrift. |                          |
|                | Madonnenstatue                       | Talstraße 20 (bei) (Flst.Nr. 0-9117) (Karte)                                                             | 1925            | Kleindenkmal Nr. 35 (Dittwar): Marienstatue in der Talstraße. Vermutlich mit Hausbau 1925. Geschützt nach § 2 DSchG |                          |
|                | Bildstock                            | Talstraße 25 (bei) (Flst.Nr. 0-1263) (Karte)                                                             | 1879            | Kleindenkmal Nr. 22 (Dittwar): Pietà-Freifigur im Ort. Bildstock, von 1879, Pietà-Darstellung, Inschrift: "O hl. Mutter: Drücke deines Sohnes Wunden So wie Du sie hast empfunden Tief in meine Seele ein! Errichtet von Anton Holler im Jahre 1879." Geschützt nach § 2 DSchG |                          |
|                | Bildstock                            | Talstraße 31 (gegenüber) (Flst.Nr. 0-9102) (Karte)                                                       | 1592            | Kleindenkmal Nr. 02 (Dittwar): Bildstock von 1592 am Dittwarer Ortseingang (von Tauberbischofsheim). Inschrift: "Gott dem Herrn zu lob und Ehr auffgericht den ersame Peter Eck zu Ditber (de)m Gott Genedig sei und uns allen am 20 Aprilis 1592." Geschützt nach § 2 DSchG |                          |
|                | Weinfass mit Kelter                  | Talstraße 33 (gegenüber) (Flst.Nr. 0-9106) (Karte)                                                       |                 | Weinfass mit Kelter. Das Weinfass wurde vom Heimat- und Kulturverein Dittwar schon im ersten Jahr seines Bestehens am Ortseingang aufgestellt und bemalt. Zusammen mit einer davor stehenden Kelter weist es auf die Weinlage "Dittwarer Ölkuchen" hin und ist ortsbildprägend am Ortseingang aus Richtung Tauberbischofsheim. Vereinsmitglieder des Heimat- und Kulturvereins stellen vor dem Fass im Frühjahr noch teilweise einen alten Leiterwagen mit angehängten Blumenkästen auf. | BW                       |
|                | Bildstock                            | Untere Sonnenhalde 27 (bei) (Flst.Nr. 0-9049) (Karte)                                                    | 1775            | Kleindenkmal Nr. 16 (Dittwar): Pietà-Bildstock (1775). Geschützt nach § 2 DSchG |                          |
| Weitere Bilder | Wetterkreuz                          | Wetterkreuz (Gewann) (Flst.Nr. 0-9890) Gemarkungsgrenze (Tauberbischofsheim – Lauda-Königshofen) (Karte) | 1714            | Kleindenkmal Nr. 13 (Dittwar): Das sog. Wetterkreuz. Von 1714; Zum „ewigen Andenken“ an einen großen Gewitterschaden errichtet; Dessen Postament bildete den Grenzstein zu den Gemarkungen von fünf Altemeinden (Oberlauda, Lauda, Distelhausen, Dittigheim und Dittwar), deren Ortswappen darauf abgebildet sind. Nach der Gebietsreform in Baden-Württemberg sind die angrenzenden Altgemeinden teils nurmehr Ortsteile und Dittigheim ist nicht mehr unmittelbarer Anlieger. Geschützt nach § 28 DSchG |                          |